# کتاب ۱۷۶ تمرین کاربردی شنا
کتاب ۱۷۶ تمرین کاربردی شنا
توسط آقای روبن گازمن، از مربیان و مدرسان موفق ایالت متحده امریکا با نام The Swimming Drill Book
در سال ۲۰۱۷ نوشته شده است، که شامل ۱۷۶ تمرین از پایه و مقدمات یادگیری چهار شنای اصلی تا تمرینات در خشکی مناسب شناگران مبتدی و حرفه ای را آموزش می دهد.

## نسخه فارسی
این کتاب در سال ۱۴۰۰ توسط آقایان حامد رضاخانی طالقانی و سید سعید میرمهدی و خانم نرگس جعفری به فارسی ترجمه شد و نشر آفتاب اندیشه  آن را در ۲۳۴ صفحه منتشر کرد.
نویسنده با تکیه بر دانش بروز خود توانسته تمرینات مختلف را ساده و قابل فهم جمع بندی کند تا برای هر نوآموز شنا و همچنین شناگران حرفه ای کاربردی باشد و در انتهای مطالب کتاب تمرینات قدرتی با کش بدنسازی در خشکی را ارائه داده تا مجموعه ای کامل در دسترس علاقه مندان به ورزش شنا باشد. مترجمین با توجه به اهداف نویسنده به صورت کامل و دقیق این کتاب را به زبان فارسی برگردانده اند.

## فهرست کتاب
- دارای دوازده فصل می باشد:
  - فصل اول: وضعیت بدن و شناوری
  - فصل دوم: هواگیری و پا
  - فصل سوم: اسکالینگ
  - فصل چهارم: شنای کرال پشت
  - فصل پنجم: شنای کرال سینه (شنای آزاد)
  - فصل ششم: شنای قورباغه
  - فصل هفتم: شنای پروانه
  - فصل هشتم: شنای آب های آزاد
  - فصل نهم: استارت ها
  - فصل دهم: برگشت و سالتوی شناهای کرال سینه و کرال پشت
  - فصل یازدهم :سایر برگشت ها و پایان ها
  - فصل دوازدهم: تمرینات با کش قدرتی

1. ↑  «نسخه آرشیو شده». بایگانی‌شده از اصلی در ۱۲ آوریل ۲۰۲۱. دریافت‌شده در ۱۲ آوریل ۲۰۲۱.